# ایالت شرقی ایول
ایالت شرقی ایول (به لاتین: Aweil East State) یک منطقهٔ مسکونی در سودان جنوبی است که در سودان جنوبی واقع شده‌است. ایالت شرقی ایول ۵۷۱٬۷۲۸ نفر جمعیت دارد.